# Franciszek Krzyształowicz

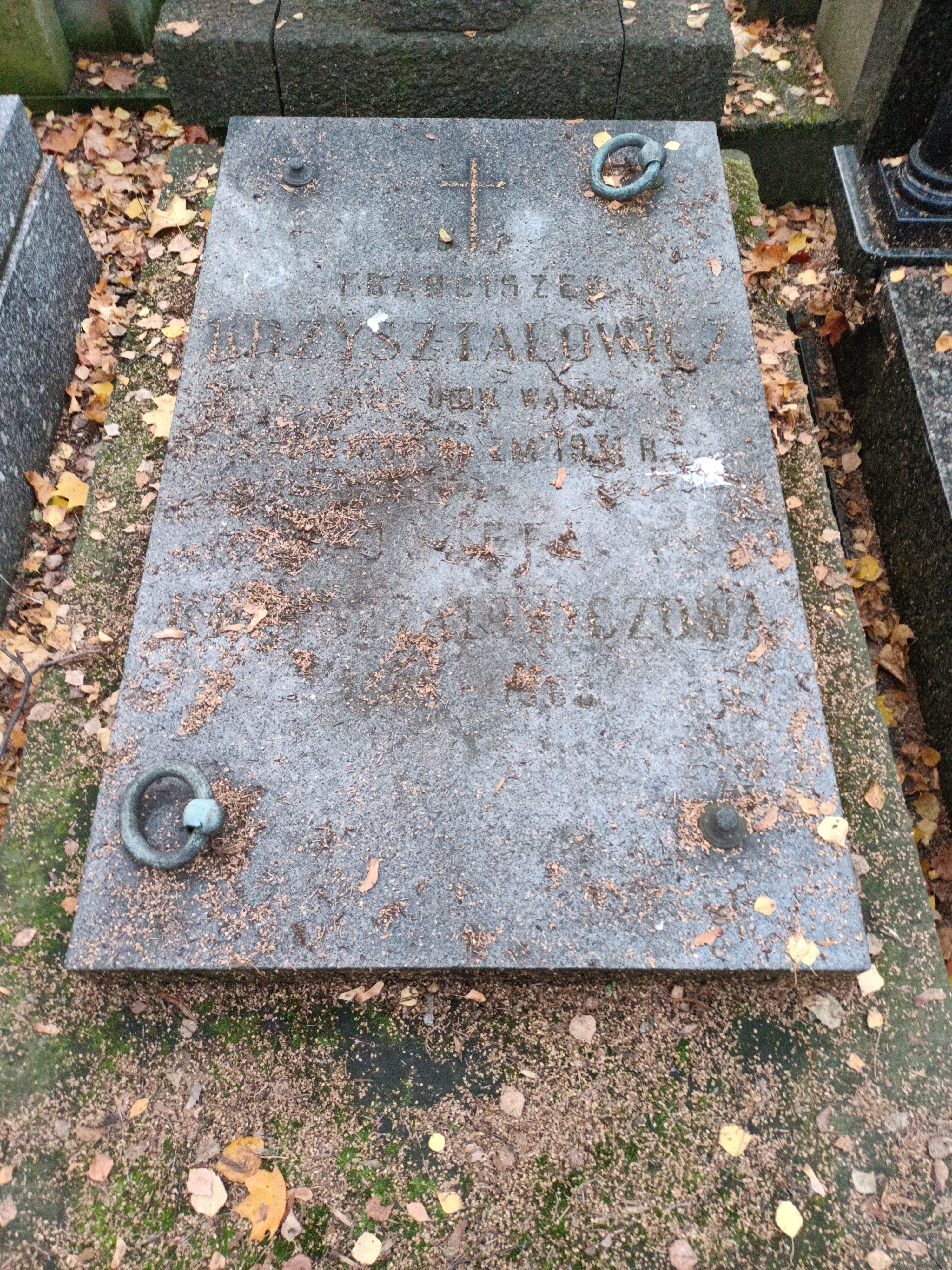
Grób Franciszka Krzyształowicza na Cmentarzu Powązkowskim w Warszawie

Franciszek Krzyształowicz (ur. 6 maja 1868 w Krakowie, zm. 20 października 1931 w Warszawie) – polski lekarz dermatolog, wenerolog, profesor dermatologii na Uniwersytecie Jagiellońskim i Uniwersytecie Warszawskim. Rektor Uniwersytetu Warszawskiego w roku akademickim 1924/1925, wolnomularz.

## Życiorys
Był bratem Stanisława (1867–1942), malarza, ilustratora, i Kazimierza (1876–1955), pianisty. Studia lekarskie odbywał na Uniwersytecie Jagiellońskim, po ukończeniu ich w 1892 pracował w Szpitalu św. Łazarza, na terenie którego została utworzona w 1863 pierwsza w Polsce klinika dermatologiczna Antoniego Rosnera.
Uzupełniał studia w 1899 w Hamburgu u Paula Gersona Unny, w latach 1901–1904 w czasie okresowych pobytów w Paryżu w Hôpital Saint Louis u François Henri Hallopeau, Ferdinanda-Jeana Dariera i Jeana Alfreda Fourniera, a także u Raymonda Sabouraud, u którego rozpoczął badania nad grzybicami skóry.
W 1900 uzyskał nagrodę Unny za badania elastyny i zmian zwyrodnieniowych skóry. Najważniejsze prace dotyczyły jednak morfologii krętka bladego, które ukazały się wkrótce po jego odkryciu przez Schaudinna i Hoffmanna, poprzedzonym nieudanymi próbami wielu badaczy.
Znakomite prace Krzyształowicza oparte na rozmaitych technikach barwienia i obserwacji ruchów krętków były publikowane z biologiem Siedleckim już w 1905 oraz w monografii Morfologia krętka bladego wydanej w 1908 w Paryżu. W 1906 Krzyształowicz został tytularnym profesorem przy Katedrze Dermatologii Uniwersytetu Jagiellońskiego, gdzie prowadził wykłady z zakresu histologii i bakteriologii skóry.
Po śmierci Reissa w 1916 został kierownikiem Kliniki Krakowskiej. W Krakowie pozostawał do 1919, kiedy uzyskał nominację na pierwszego kierownika nowo utworzonej kliniki Wydziału Lekarskiego Uniwersytetu Warszawskiego. Pracę w Warszawie rozpoczął od przebudowy Kliniki na terenie dawnych koszar carskich. W 1920 został wiceprezesem Polskiej Akademii Nauk Lekarskich i członkiem Polskiej Akademii Umiejętności. W 1920 został także współzałożycielem Polskiego Towarzystwa Dermatologicznego i jego wiceprezesem, a w latach 1927–1930 prezesem. W 1924/25 był rektorem Uniwersytetu Warszawskiego.
W 1928 r. założył przy współudziale Sambergera z Pragi Związek Dermatologów Słowiańskich, w skład którego wchodziły kraje o wysokim poziomie dermatologii (Jugosławia, Bułgaria, Czechosłowacja).
Pierwszy Kongres Związku, który odbył się w 1929 w Warszawie, cieszył się dużą frekwencją. Jednakże po kilku zjazdach i zebraniach związek zaprzestał działalności.
Dużym wyróżnieniem było powołanie Krzyształowicza do 11-osobowego Międzynarodowego Komitetu Ligi Towarzystw Dermatologicznych oraz członkostwo honorowe sześciu towarzystw dermatologicznych, w tym Francuskiego Towarzystwa Dermatologicznego.
Od 1911 interesował się radioterapią i wspierał budowę Instytutu Radowego w Warszawie. Pomagał także studentom jako prezes polskiej filii YMCA. Przyjaciel i lekarz Stanisława Wyspiańskiego.
Był mężem Józefy Krzyształowiczowej (1869–1960), z którą spoczywa na cmentarzu Powązkowskim w Warszawie (kwatera 197-3-10).

## Ordery i odznaczenia
- Krzyż Komandorski Orderu Odrodzenia Polski (30 kwietnia 1925)[4]
- Kawaler Orderu Franciszka Józefa (Austro-Węgry, 1917)[5]